# 森克·罗滕贝格尔
森克·罗滕贝格尔（德語：Sönke Rothenberger，1994年10月14日—），德国男子马术运动员。他曾代表德国参加2016年夏季奥林匹克运动会马术比赛，获得团体盛装舞步赛金牌。